# Kristinia DeBarge
Kristinia DeBarge (* 8. března 1990 Pasadena, Kalifornie), je americká zpěvačka, herečka a skladatelka.

## Počátky
Narodila se v Pasadeně do rodiny afroamerického přistěhovalce z Kanady a mexické matky. Se zpěvem začala ve 3 letech, vážněji se mu však věnovala až od 12 let, kdy jí do nahrávacího studia vzal její otec, kde s ní natáčel duety a poznal, že by z ní mohla být profesionální zpěvačka.
V roce 2003 se zúčastnila soutěže American Juniors, kde došla do semifinále.

## Kariéra
Ve 14 letech byla představena Kennethovi "Babyface" Edmondsovi a spolupracovala s ním až do svých 19.narozenin, kdy s jeho nahrávací společností podepsala profesionální smlouvu. V roce 2009 přišel její první velký hit Goodbye, který se v USA, Kanadě a Švédsku setkal s velkým úspěchem. Na domácím trhu se stal dokonce platinovým. Byl součástí jejího debutového alba Exposed, kterého se v USA prodalo přes 200 kusů.
Občas jí můžeme vidět i ve filmové roli, naposledy jsme jí mohli vidět ve snímku Turn the Beat Around.

## Diskografie
- 2009 - Exposed

## Filmografie

### Filmy
- 2011 - The Lot

### Seriály
- 2009 - School Gyrls, Turn the Beat Around, The Hills, Melrose Place